# Echinaria capitata
Echinaria es un género monotípico de plantas herbáceas perteneciente a la familia de las poáceas. Su única especie: Echinaria capitata , es originaria de Europa, África y regiones templadas de Asia.

## Descripción
Son plantas anuales con tallos de hasta 15 (-40) cm de altura, erectos o ascendentes, glabros o estriados. Hojas con lígula de 0,2-0,6 mm, ciliada en el margen; limbo de 0,5-9 cm x 0,5-2,5 (-3) mm, plano, con nervios marcados, retrorso-puberulento. La inflorescencia en panícula de 5-15 mm. Espiguillas de 4,5-8 mm, ligeramente comprimidas lateralmente, con (1-) 2 (-4) flores. Glumas mucho más cortas que las flores, obovadas; la inferior con 2 quillas; la superior con 1 quilla. Lema de 4,5-8 mm, vilosa en la base, con aristas apicales espinosas antrorso-escábridas. Florece de marzo a mayo.

## Distribución y hábitat
Se encuentra en los campos incultos, lugares pedregosas, baldíos, sobre suelos calcáreos. En el Sur de Europa, Norte de África, SW y C de Asia; en Europa aparece en la zona meridional, desde Portugal hasta Ucrania y Turquía; en la península ibérica en zonas de clima mediterráneo-continentalizado; en Aragón en todo el territorio salvo en las zonas montañosas del Pirineo.

## Taxonomía
Echinaria capitata fue descrita por (Linneo) Desf. y publicado en Flora Atlantica 2: 385–386. 1799.
Etimología
Echinaria: nombre genérico que deriva del griego equinos = (erizo), aludiendo a sus inflorescencias globulares y espinosas.
capitata: epíteto latino que significa "con un cabezal".
Citología
Número de la base del cromosoma, x = 7 y 9. 2n = 14 y 18. diploide. Cromosomas «grandes».
Sinonimia
- Cenchrus capitatus L.
- Echinaria capitata var. pumila (Willk.) Willk.
- Echinaria capitata f. pumila (Willk.) Maire & Weiller
- Echinaria capitata var. todaroana Ces.
- Echinaria pumila Willk.
- Echinaria spicata Debeaux
- Echinaria todaroana (Ces.) Cif. & Giacom.
- Panicastrella capitata (L.) Moench
- Reimbolea spicata Debeaux[5][6]

## Nombre común
- Castellano: cabezuela pinchuda, desdeñosa, equinaria, trigo del diablo.[7]